# Jiří Chaloupka starší
Jiří Chaloupka (13. listopadu 1951 – 7. listopadu 2012 Těšany) byl český dostihový jezdec, vítěz Velké pardubické v roce 1979 a bratr žokeje Václava Chaloupky.